# Анджелин (мини-сериал)
«Анджели́н» (англ. Angelyne) — американский мини-сериал стримингового сервиса Peacock, основанный на биографии одноимённой медиа-звезды. Создателем проекта выступила Нэнси Оливер, главную роль исполнила актриса Эмми Россум. Премьера сериала состоялась 19 мая 2022 года.

## Сюжет
История знаменитой женщины из Лос-Анджелеса. Она была известна под мононимом и не имела конкретной профессии, но сумела прославиться самим фактом того, что была знаменита.

## В ролях

### Основные персонажи
- Эмми Россум — Анджелин
- Хэмиш Линклейтер — Рик Краузе
- Филип Эттингер[англ.] — Кори Хант
- Чарли Роу — Фредди Мессина
- Алекс Карповски[англ.] — Джефф Глейзер
- Мартин Фримен — Гарольд Уоллах
- Молли Эфраим — Кэтрин Зальцберг[англ.]

### Второстепенные персонажи
- Лукас Гейдж  — Макс Аллен
- Майкл Ангарано — Дэнни
- Керри Нортон[англ.] — Эди Уоллах
- Тонатиу — Андре Касиано

## Эпизоды
| № | Название                                 | Режиссёр     | Автор сценария                 | Дата премьеры |
| - | ---------------------------------------- | ------------ | ------------------------------ | ------------- |
| 1 | «Dream Machine»                          | Мэтт Спайсер | Кара Дипаоло и Брендан Келли   | май 19, 2022  |
| 2 | «Gods and Fairies»                       | Люси Черняк  | Энди Сиара                     | май 19, 2022  |
| 3 | «Glow in the Dark Queen of the Universe» | Люси Черняк  | Энди Сиара                     | май 19, 2022  |
| 4 | «The Tease»                              | Мэтт Спайсер | Брендан Келли и Эллисон Миллер | май 19, 2022  |
| 5 | «Pink Clouds»                            | Мэтт Спайсер | Эллисон Миллер                 | май 19, 2022  |

## Отзывы
Рейтинг сериала на портале Rotten Tomatoes составляет 87 % на основе 23 отзывов, со средней оценкой 8,3 из 10. Средняя оценка проекта на сайте-агрегаторе Metacritic составляет 74 балла на основе 15 рецензий, что приравнивается к «в целом положительным отзывам». В рецензии Газеты.ру игра Эмми Россум была названа «блестящей», а медиаобраз главной героини — «предвосхитившим культ славы и появление таких светских бездельниц, как Пэрис Хилтон и Ким Кардашьян».